# Westbrick Murders
Westbrick Murders er en film instrueret af Shaun Rana.

## Medvirkende
- Daniell Edwards som Matthew Barrow
- Sami Darr som Billy
- Anna Bård Larsen som Barbara
- Ian Burns som Seamus
- Vernon Wells som Max
- Merete Van Kamp som Rebecca Sommerson
- Melany Denise som Miranda Mendez
- Katrine Fokdal som Sara
- Erik Holmey som William
- Maja Muhlack som Lulu
- Dennis Haladyn som Bob
- Kim Sønderholm som Officer Sam
- Jan Tjerrild som Forensic Technician
- Magnus Bruun som Hostage